# Rebelión de Wat Tyler

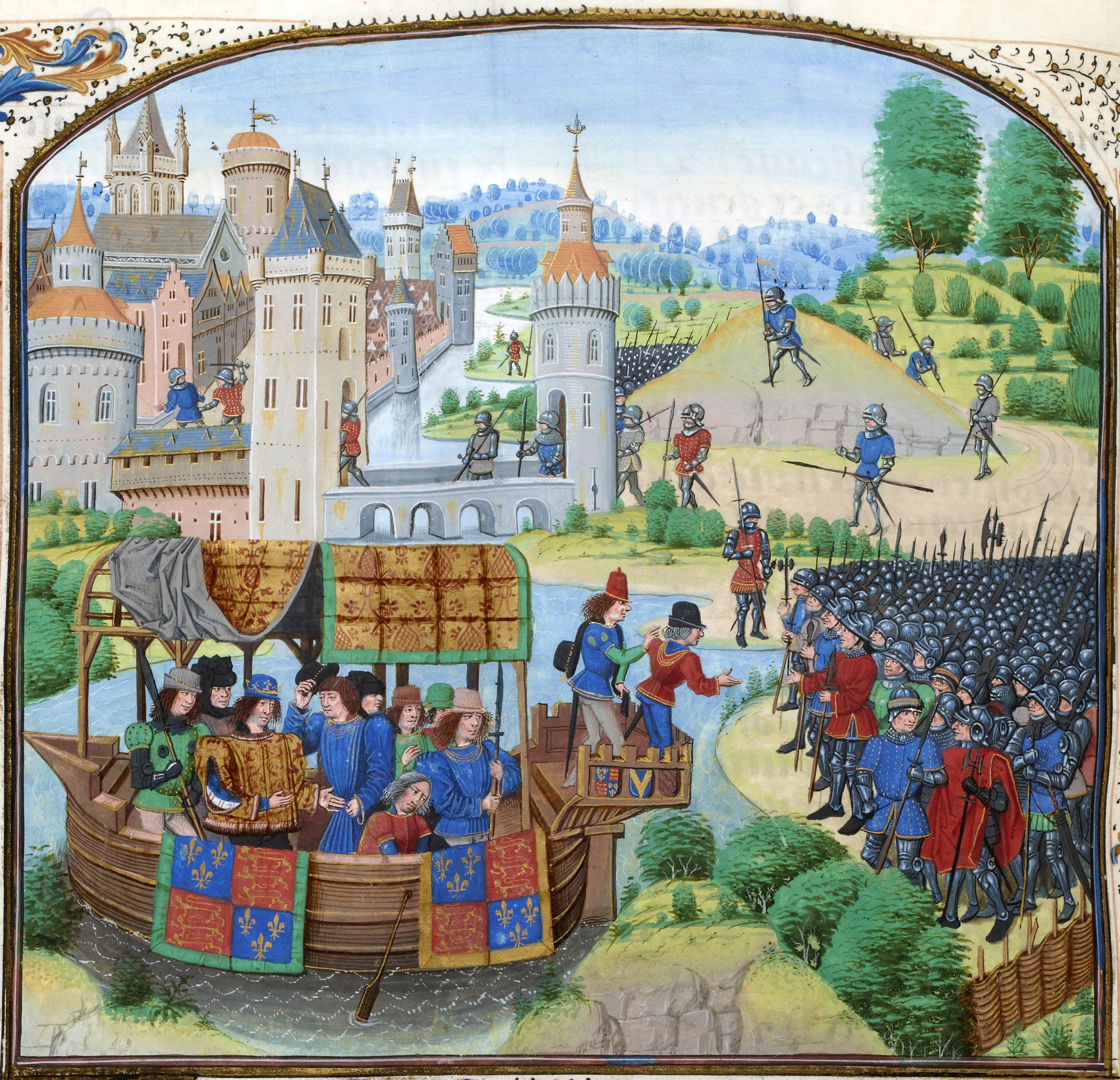
Pintura de Ricardo II reunido con los rebeldes, basada en las Crónicas de Jean Froissart.

La Rebelión de Wat Tyler, también conocida como Revuelta de los campesinos o Gran levantamiento de 1381, fue una serie de revueltas populares en la Baja Edad Media europea que constituyó un importante episodio en la historia de Inglaterra. Este motín antifiscal no fue sólo la más extrema y generalizada insurrección en la historia de Inglaterra, sino también la insurrección popular más documentada de la historia durante la época medieval. Los nombres de algunos de sus líderes, John Ball, Wat Tyler o Jack Straw, siguen siendo conocidos en la cultura popular a pesar de que casi nada se sabe de ellos.
Aunque la propia rebelión fue un fracaso, una de las razones por la cual la insurrección tuvo eco histórico es porque marca el principio del fin de la servidumbre en la Inglaterra medieval. Además, aumentó la sensibilización entre las clases altas de la necesidad de la reforma del feudalismo en Inglaterra y la miseria atroz de la que se resentían las clases bajas como resultado de su esclavitud forzada.

## Causas de la revuelta

### Contexto histórico
Los ingleses preparaban una insurrección azuzada por las noticias de las rebeliones de las clases bajas de Francia y Flandes. El clérigo John Ball predicó al campesinado que debían resistir por la fuerza a cualquier opresión del estado y la población pidió poco después la abolición de las leyes vigentes. La muerte de Eduardo III agravó la situación; a éste le sucedió su nieto de once años, Ricardo II, pero como era demasiado joven, los duques de Lancaster, York y de Gloucester gobernaron en su nombre. Los duques enviaron varias expediciones militares fallidas a Francia, lo que incrementó el descontento del campesinado inglés, que debían pagar por dichas incursiones. El gobierno además reclamó nuevos impuestos, lo que indignó todavía más al pueblo. La juventud del nuevo rey fue otra de las razones para el levantamiento: el grupo de hombres que los gobernaban eran vistos como funcionarios corruptos, tratando de aprovechar la debilidad del rey.[cita requerida]

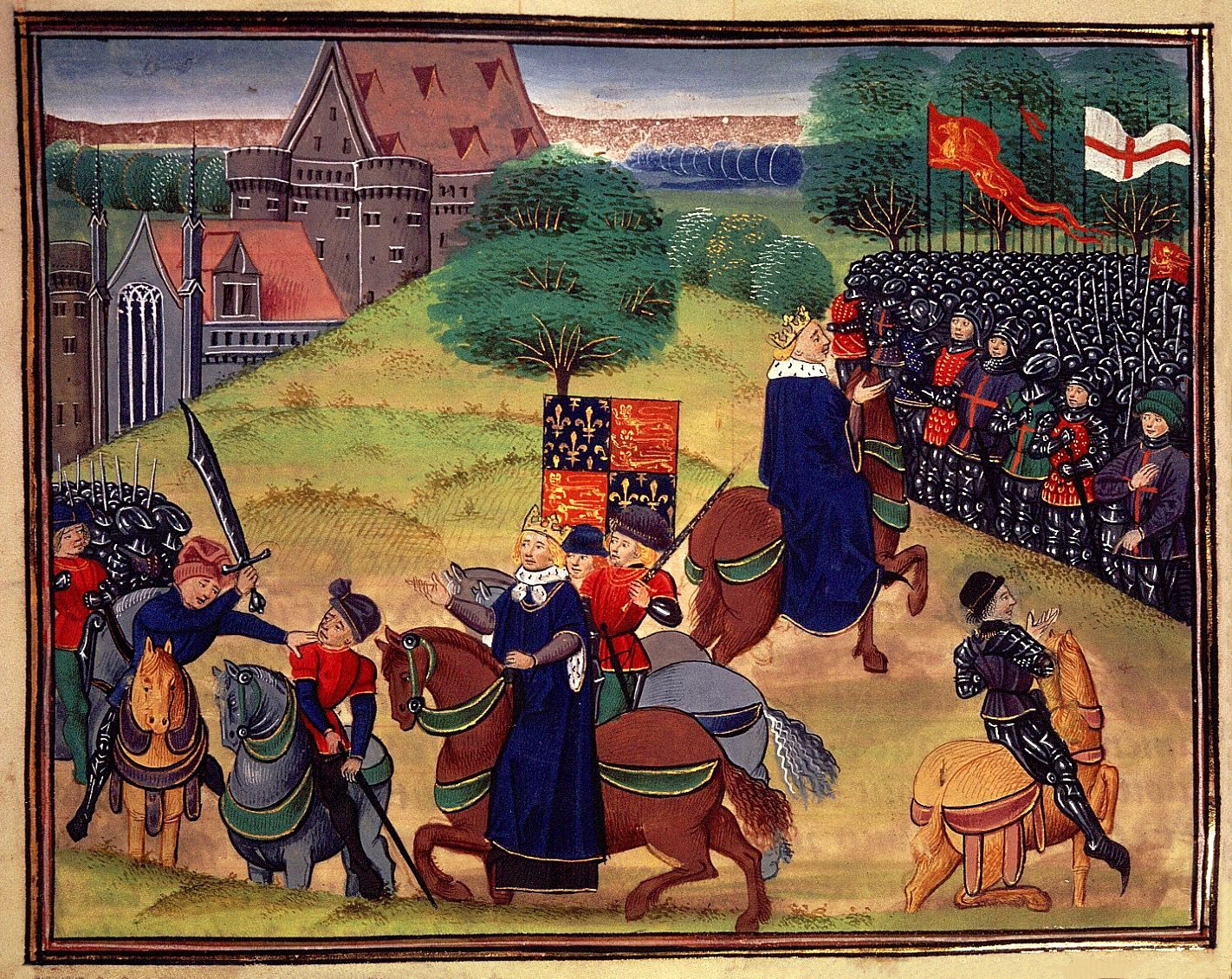
El fin: Wat Tyler asesinado por William Walworth mientras Ricardo II se dirige a la multitud.

### Crisis
La peste negra que asoló Inglaterra desde 1348 hasta 1350 había reducido en gran medida la fuerza de trabajo y, por consiguiente, los trabajadores supervivientes podían demandar mejores salarios y/o menos horas de trabajo. Asimismo, solicitaban libertad de movimiento. A menudo obtuvieron lo que pidieron: los señores de los feudos estaban desesperados por gente que cultivara sus tierras y cuidara sus animales.
En 1351, el rey Eduardo III convocó al Parlamento para aprobar el Estatuto de los Trabajadores. Dicho estatuto fue un intento de frenar las demandas de mejores condiciones de empleo, vinculando los salarios a los niveles anteriores a la plaga y la restricción de la movilidad de la mano de obra. La eficacia real que se obtuvo fue que los trabajadores empleados por los señores estaban exentos, aunque los trabajadores que trabajan para otros empleadores, tanto los artesanos y los campesinos, se exponían a ser multados o retenidos en las poblaciones. La aplicación de la nueva ley enojó enormemente a los campesinos.

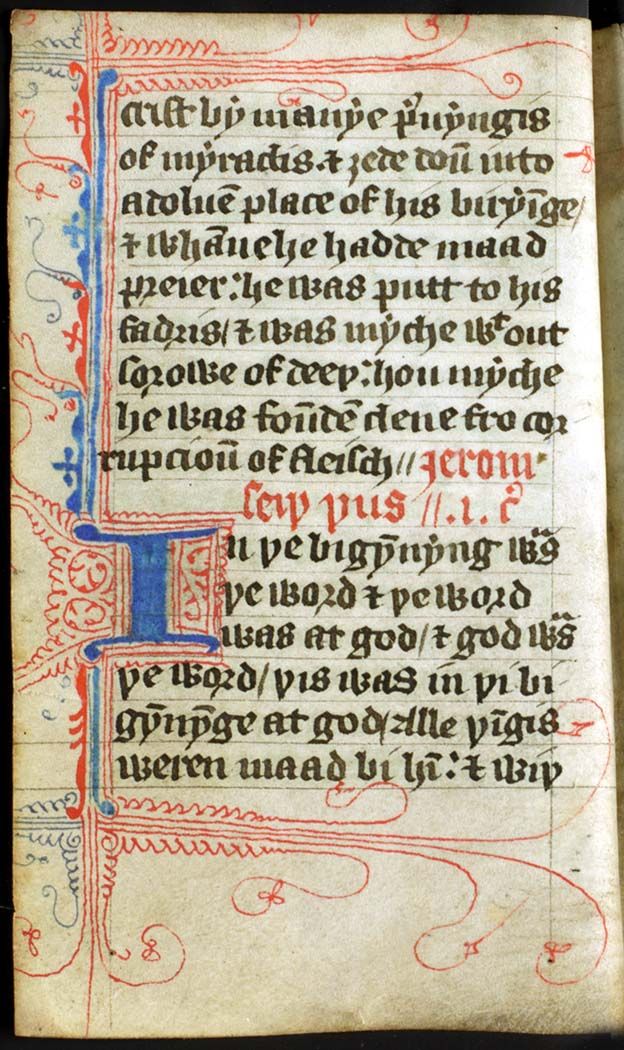
Evangelio traducido por John Wyclif, copia del finales del, Folio 2v de MS Hunter 191 (T.8.21).

### Predicadores lolardos
El contexto religioso de la época también ha de tenerse en cuenta: la Iglesia católica se divide por el Gran Cisma de Occidente y este período es favorable a la enunciación de nuevas teorías teológicas. De hecho, el Papa y el antipapa deseosos de asegurarse el apoyo de los clérigos, los académicos y los políticos, enviaron muchos embajadores a lo ancho y largo de toda Europa. Las corrientes de pensamiento reformistas o protestantes son por lo tanto, en esta época, poco combatidas.
John Wyclif, el teólogo y precursor de la Reforma protestante, toma partido por el realismo en contraposición al nominalismo imperante en la época, abogando por un regreso a la Biblia. Publica De domino divino (1375), De officio regis, De veritate Scripturae (1378) y De potestate papæ (1379), obras en las que trata el principio de jerarquía de autoridad en la Iglesia y preconiza el nombramiento del papa por elección; denegando a su vez a los sacerdotes, en un estado de pecado mortal, la capacidad de perdonar los pecados. Wyclif sugiere claramente que la Iglesia de Inglaterra es pecadora y culpable de corrupción, ganándose el favor de algunos nobles que desean redistribuir la riqueza de la Iglesia. Los duques de Northumberland y Lancaster (Juan de Gante), la población de Londres, y , durante algún tiempo, las órdenes mendicantes apoyan sus ideas, que son propagadas en Inglaterra por los predicadores itinerantes llamados pobres predicadores o lolardos. Sus teorías religiosas igualitarias encuentran un público amplio y receptivo, y es acusado de sembrar el descontento social.

### Inicio de la revuelta
Los incidentes acaecidos en varios pueblos del histórico condado de Essex, tales como Fobbing y Brentwood, son considerados el germen de la revuelta. El 30 de mayo de 1381, los recaudadores en su intento de recoger el impuesto de los aldeanos en Fobbing, se enfrentan a Thomas Baker, un terrateniente local, que les obligó a abandonar el pueblo con las manos vacías.
Robert Belknap, el entonces presidente del Tribunal de Causas Comunes, fue enviado a investigar el incidente y castigar a los culpables. El 2 de junio de ese mismo año fue atacado en Brentwood. En aquel punto el descontento se había extendido, no sólo al propio condado de Essex, sino que también al vecino condado de Kent, que ya estaba en plena revuelta, y que pronto se trasladó a Londres en un levantamiento armado.
Las teorías de Wyclif, que habían calado en el campesinado, se extendieron rápidamente gracias a los monjes lolardos y begardos. A menudo eran tejedores en paro que marchaban de un pueblo a otro. Los begardos fueron muy numerosos, especialmente en el condado de Norfolk, y más concretamente en la ciudad de Norwich. Los más conocidos fueron John Ball y Jack Straw, que adoctrinaban a los campesinos, especialmente en Kent.

## Primeros levantamientos
En junio de 1381, los rebeldes de Kent a las órdenes de Wat Tyler marcharon hacia Londres para unirse al contingente de Essex. Cuando los rebeldes llegaron al área londinense de Blackheath el 12 de junio, el renegado sacerdote lolardo John Ball ya predicaba en su sermón la famosa pregunta que se ha hecho un hueco en la historia: «Cuando Adán cavaba y Eva hilaba, ¿quién era entonces el caballero?».
Alentados por el sermón los rebeldes cruzaron el Puente de Londres, en el corazón de la ciudad, al tiempo que John Ball era detenido por los guardias de Simon Sudbury, arzobispo de Canterbury. Cuando fue detenido, la leyenda cuenta que dijo: «Habrá 20.000 hombres que me liberarán». John Ball había subestimado la ira de los campesinos, ya que mientras tanto, Tyler se había reunido con Jack Straw y también marchaban hacia Londres. En lugar de un motín a gran escala, sólo hubo ataques sistemáticos sobre determinadas propiedades, muchas de ellas asociadas con Juan de Gante, I duque de Lancaster y la Orden Hospitalaria de Malta.
El 14 de junio, presuntamente, los rebeldes logran audiencia con el joven rey en la persona de Richard de Wallingford, y le hacen entrega de una serie de demandas, incluyendo el despido de algunos de sus ministros más impopulares y la abolición efectiva de la servidumbre feudal. Una de las demandas más intrigantes de los campesinos fue «que no debería haber ninguna ley contra la ley de Winchester». Esto puede hacer referencia a los estatutos de la Carta de Winchester (1251), aunque a veces se considera también como una referencia a los días más equitativos del rey Alfredo el Grande, cuando Winchester era la capital de Inglaterra.

### Asalto a la Torre de Londres
Al mismo tiempo, un grupo de rebeldes irrumpieron en la Torre de Londres y ejecutaron sumariamente a aquellos que allí se escondían, incluido el Lord Canciller (Simón de Sudbury, que es relacionado especialmente con el incremento de impuestos). El Palacio Savoy, propiedad del tío del rey, Juan de Gante, fue otro de los edificios de Londres destruido.

## Colapso de la revolución
Al día siguiente, en Smithfield, un área de la ciudad de Londres, se organizaron nuevas negociaciones con el rey, pero en esta ocasión la reunión no salió según lo planeado por los rebeldes. Wat Tyler se adelantó para hablar con el rey y su destacamento. Tyler, según alegan los cronistas reales, se comporta beligerantemente, desmontando de su caballo. En la controversia que siguió, Tyler (según los mencionados cronistas) sacó su daga y William Walworth, el entonces alcalde de Londres, desenvainó su espada y atacó a Tyler, hiriéndolo mortalmente en el cuello, y sir John Cavendish, caballero del rey, sacó su espada y atravesó el estómago de Tyler, matándolo casi instantáneamente. Al verlo rodeado por el séquito del rey, el ejército rebelde montó en alboroto, pero el rey Ricardo, aprovechando la oportunidad, se adelantó y vociferó: «Ustedes no deberán tener capitán alguno, excepto yo», una declaración deliberadamente ambigua para calmar la situación. Prometió a los rebeldes que todo estaba bien, que Tyler había sido nombrado caballero, y que sus demandas se cumplirían, que marcharan a los campos de Saint John, donde Wat Tyler se reuniría con ellos. Los rebeldes así lo hicieron, pero el rey obviamente rompió su promesa: los nobles rápidamente tomaron el control con la ayuda de una milicia de 7000 hombres, organizada a toda prisa. La mayoría de los otros líderes fueron perseguidos, capturados y ejecutados, incluyendo a John Ball y Jack Straw, quien fue decapitado. Tras el fracaso de la revuelta, las concesiones del rey fueron raudamente revocadas.

## Conclusión y consecuencias

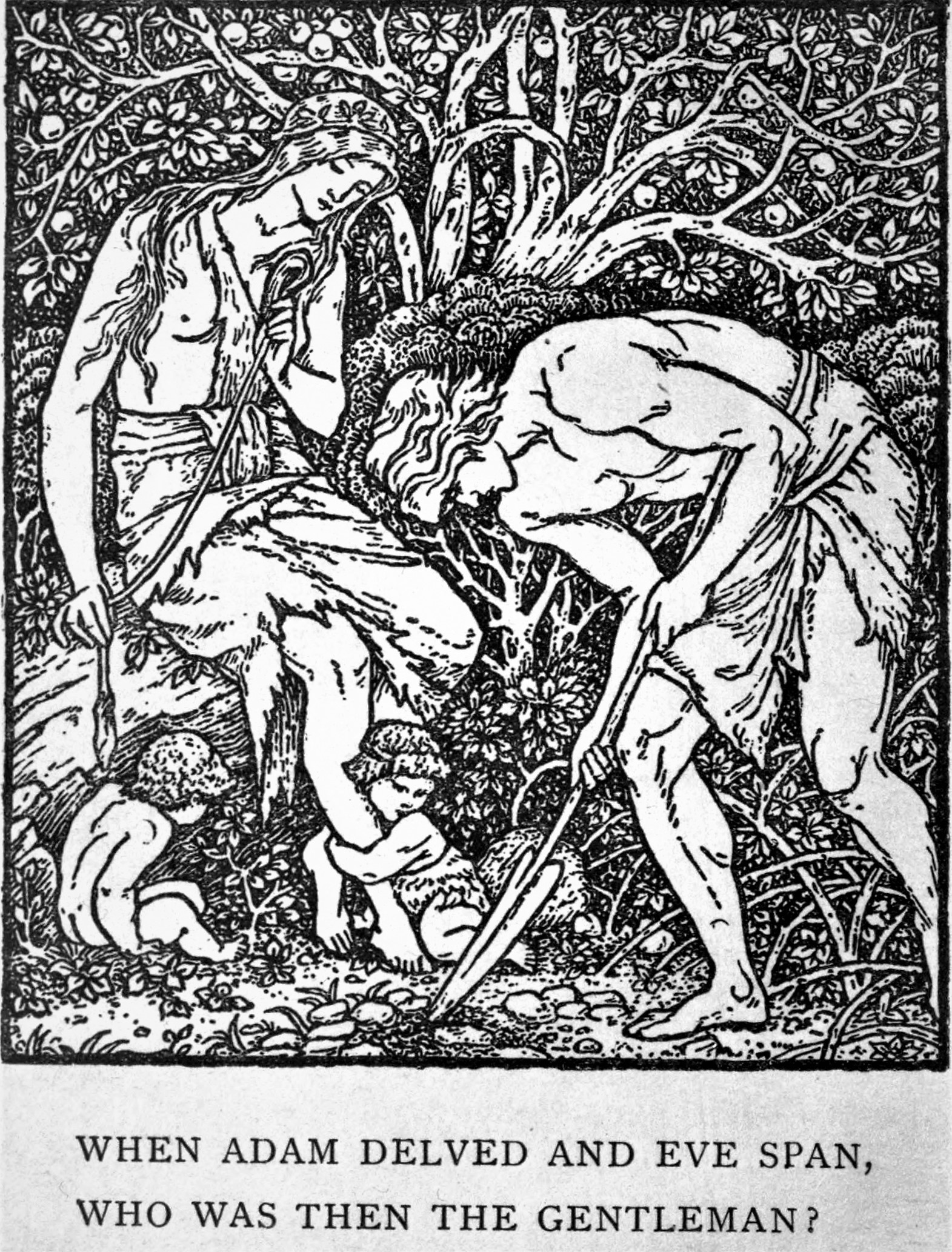
Portada de A Dream of John Ball, de William Morris (1888).

A pesar de su nombre, la participación en la revuelta de los campesinos no se limitaba a los siervos o incluso a las clases bajas. Los campesinos recibieron ayuda de miembros de las clases nobles (un ejemplo de ello es William Tonge, un concejal acaudalado, que abrió una de las puertas de la ciudad de Londres a través de la cual las masas enardecidas atravesaron la ciudad en la noche del 12 de junio). A pesar de que los acontecimientos más importantes tuvieron lugar en la capital, también hubo enfrentamientos violentos en el resto de Inglaterra, sobre todo en East Anglia. La última batalla de la rebelión tuvo lugar cerca de North Walsham alrededor del 23 de junio, contra el obispo Henry le Despenser, quien derrotó a una fuerza rebelde dirigida por Geoffrey Litster.
Aunque la revuelta no alcanzó sus objetivos declarados, sí logró cierto éxito al demostrar a la nobleza que los campesinos no estaban satisfechos y que eran capaces de causar estragos. A más largo plazo, la rebelión ayudó a formar una tradición radical en la política británica.

## En la cultura
Geoffrey Chaucer hace mención al líder rebelde Jack Straw en su sátira The Nun's Priest's Tale, de Los cuentos de Canterbury.
En las crónicas de Jean Froissart, el autor dedica 20 páginas a la revuelta.
La revuelta cuenta con un lugar destacado en el clímax de la novela histórica Katherine (1954), de Anya Seton. El personaje principal, Katherine Swynford, sobrevive a la destrucción del Palacio Savoy.
John Gower, amigo íntimo del mencionado Geoffrey Chaucer, vio la causa de los campesinos como injustificada. En su Vox Clamantis, describe la acción campesina como la labor del anticristo y un signo del mal que prevalece sobre la virtud, escribiendo: «...Conforme a sus necias ideas, no habría señores, sólo los reyes y campesinos...».
William Morris describió la revuelta en A Dream of John Ball (1886).
El cantante y compositor Frank Turner escribió sobre la revuelta en "Sons of Liberty", canción de su álbum Poetry of the Deed.